# رالف جونز (لاعب كرة قدم)
رالف جونز (بالإنجليزية: Ralph Jones)‏ هو لاعب كرة قدم ومدرب كرة قدم بريطاني، (ولد في ويلز في المملكة المتحدة 1876  م). لعب مع Druids F.C. ‏.